# Área de Conservação da Paisagem de Pae
A Área de Conservação da Paisagem de Pae é um parque natural localizado no condado de Rapla, na Estónia.
A área do parque natural é de 33 hectares.
A área protegida foi fundada em 1959 para proteger a área carstica Pae. Em 2006, a área protegida foi designada como área de conservação paisagística.